# Unterseeboot UB-19
Pour les autres navires du même nom, voir Unterseeboot 19.
L'Unterseeboot UB-19 est un sous-marin (U-Boot) allemand de type UB II utilisé par la Kaiserliche Marine pendant la Première Guerre mondiale. Le sous-marin a été commandé le 30 avril 1915 et lancé le 2 septembre 1915. Il a été mis en service dans la marine impériale allemande le 16 décembre 1915, coulant 13 navires en 15 patrouilles pour un total de 10 040 tonnes de jauge brute. L'UB-19 a été coulé le 30 novembre 1916 dans la Manche à 49° 56′ N, 2° 45′ O par le Q-ship britannique HMS Penshurst (Q 7).

## Conception
De type UB II, l'UB-19 avait un déplacement de 263 tonnes en surface et de 292 tonnes en immersion. Il avait une longueur hors tout de 36,13 m, une largeur de 4,54 m et un tirant d'eau de 3,70 m. Il était propulsé par deux moteurs Diesel Daimler à six cylindres à quatre temps produisant chacun 284 chevaux (209 kW), deux moteurs électriques Siemens-Schuckert produisant chacun 280 chevaux (210 kW) et un arbre d'hélice. Il plongeait en 32 secondes et était capable d’opérer à une profondeur de 50 mètres.
La vitesse maximale du sous-marin était de 5,81 nœuds en immersion et de 9,15 nœuds (16,95 km/h) en surface. Lorsqu’il était immergé, il pouvait opérer sur 45 milles marins (83 km) à 5 nœuds (9,3 km/h). En surface, il pouvait parcourir 6650 milles marins (12320 km) à 5 nœuds (9,3 km/h).
L'UB-19 était armé de deux tubes lance-torpilles de 500 mm à l’avant, de quatre torpilles et d’un canon de pont de 50 mm L/40. Son effectif était de vingt-trois membres d’équipage.

## Affectations
- Flottilles des Flandres : du 1er mars au 30 novembre 1916

## Commandants
- Kapitänleutnant Walter Gustav Becker[3] : du 17 décembre 1915 au 3 novembre 1916
- Oberleutnant zur See Erich Noodt[4] : du 4 au 30 novembre 1916

## Navires coulés
| Date             | Nom                 | Nationalité    | Tonnage | Destin              |
| ---------------- | ------------------- | -------------- | ------- | ------------------- |
| 18 mai 1916      | Osprey              | United Kingdom | 18      | Coulé               |
| 24 juillet 1916  | Mars                | Norvège        | 106     | Coulé               |
| 10 août 1916     | San Bernardo        | United Kingdom | 3803    | Coulé               |
| 4 octobre 1916   | Jennie Bullas       | United Kingdom | 26      | Coulé               |
| 4 octobre 1916   | Jersey              | United Kingdom | 162     | Coulé               |
| 4 octobre 1916   | Rado                | United Kingdom | 182     | Coulé               |
| 5 octobre 1916   | Rover               | United Kingdom | 42      | Coulé               |
| 25 octobre 1916  | Comtesse De Flandre | Belgique       | 1810    | Coulé               |
| 26 octobre 1916  | Iduna               | France         | 165     | Coulé               |
| 10 novembre 1916 | Koningin Regentes   | Pays-Bas       | 1970    | Capturé comme prise |
| 23 novembre 1916 | Ernaston            | United Kingdom | 3020    | Endommagé           |
| 24 novembre 1916 | Jerseyman           | United Kingdom | 358     | Coulé               |
| 27 novembre 1916 | Belle Ile           | Norvège        | 1,884   | Coulé               |
| 27 novembre 1916 | Visborg             | Norvège        | 1,343   | Coulé               |
| 30 novembre 1916 | Behrend             | United Kingdom | 141     | Coulé               |